# Islandski jezik
Islandski jezik (isl. íslenska) jezik je zapadnoskandinavske podskupine sjevernogermanskih jezika kojim govori oko 320 000 ljudi na otoku Islanda i manje skupine islandskih iseljenika. Nastao je izoliranim razvojem iz jezika Norvežana koji su naseljivali Island od kraja 9. stoljeća. Ima 4 padeža, 2 broja i 3 roda. Koristi latinično pismo, uz dijakritičke znakove i nekoliko dodatnih grafema, npr. Ðð i Þþ (preuzeti iz runa, prethodno korišteni i u anglosaskome jeziku).
Islandski je usko povezan s ferojskim jezikom, ali nije obostrano razumljiv, dok su pisani oblici dvaju jezika vrlo slični. Nije uzajamno razumljiv sa skandinavskim kontinentalnim jezicima (danski, norveški i švedski) i udaljeniji je od njemačkih jezika koji se najviše koriste engleskim i njemačkim jezikom. 
Osim 300 000 islandskih govornika na Islandu, islandski govori 8 000 ljudi u Danskoj, 5000 ljudi u Sjedinjenim Državama, i više od 1 400 ljudi u Kanadi, posebno u regiji poznatoj kao Novi Island u Manitobi koji su naselili Islanđani početkom 1880-ih. 
Osnovni redoslijed riječi na islandskom je subjekt – predikat – objekt. No, kako su riječi snažno prepletene, redoslijed riječi prilično je fleksibilan, a u poeziji se može pojaviti svaka kombinacija; SVO, SOV, VSO, VOS, OSV i OVV svi su dopušteni u metričke svrhe. 
Državni institut Árni Magnússon za islandske studije služi kao središte za očuvanje srednjovjekovnih islandskih rukopisa i proučavanje jezika i njegove literature. Islandsko vijeće za jezike, koje čine predstavnici sveučilišta, umjetnosti, novinari, nastavnici i Ministarstvo kulture, znanosti i obrazovanja, savjetuje vlasti o jezičnoj politici. Od 1995. godine, 16. studenoga svake godine, rođendan pjesnika 19. stoljeća Jónasa Hallgrímssona obilježava se kao Dan islandskog jezika.

#### Kompletna islandska abeceda
| Velika slova | Velika slova | Velika slova | Velika slova | Velika slova | Velika slova | Velika slova | Velika slova | Velika slova | Velika slova | Velika slova | Velika slova | Velika slova | Velika slova | Velika slova | Velika slova | Velika slova | Velika slova | Velika slova | Velika slova | Velika slova | Velika slova | Velika slova | Velika slova | Velika slova | Velika slova | Velika slova | Velika slova | Velika slova | Velika slova | Velika slova | Velika slova |
| ------------ | ------------ | ------------ | ------------ | ------------ | ------------ | ------------ | ------------ | ------------ | ------------ | ------------ | ------------ | ------------ | ------------ | ------------ | ------------ | ------------ | ------------ | ------------ | ------------ | ------------ | ------------ | ------------ | ------------ | ------------ | ------------ | ------------ | ------------ | ------------ | ------------ | ------------ | ------------ |
| A            | Á            | B            | D            | Ð            | E            | É            | F            | G            | H            | I            | Í            | J            | K            | L            | M            | N            | O            | Ó            | P            | R            | S            | T            | U            | Ú            | V            | X            | Y            | Ý            | Þ            | Æ            | Ö            |
| Mala slova   |              |              |              |              |              |              |              |              |              |              |              |              |              |              |              |              |              |              |              |              |              |              |              |              |              |              |              |              |              |              |              |
| a            | á            | b            | d            | ð            | e            | é            | f            | g            | h            | i            | í            | j            | k            | l            | m            | n            | o            | ó            | p            | r            | s            | t            | u            | ú            | v            | x            | y            | ý            | þ            | æ            | ö            |

## Vanjske poveznice
- Ethnologue (14th)
- Ethnologue (15th)